# Bundeswehr
Bundeswehr (alemão: [ˈbʊndəsˌveːɐ̯] (escutarⓘ), Defesa Federal) são as Forças Armadas unificadas da Alemanha e sua administração civil e autoridades de aprovisionamento. Os estados da Alemanha não estão autorizados a manter forças armadas próprias, já que a Lei Fundamental da Alemanha estipula que as questões de defesa são de única responsabilidade do governo federal.
A Bundeswehr está (em termos tecnológicos) entre os militares mais avançados e mais bem preparados de todo o mundo. E mesmo diante deste avanço, os gastos de manutenção desta organização representaram em 2011 apenas 1,3 % do PIB alemão, sendo portanto, entre os forças armadas mundiais a mais econômica do globo, em termos de porcentagem do PIB.
Em abril de 2025, a Bundeswehr tinha uma força de cerca de 182.496 soldados, tornando-se a terceira maior força armada da União Europeia depois das Forças Armadas Polonesas e das Forças Armadas Francesas. Além disso, a Bundeswehr tem cerca de 34.600 reservistas ativos (2025).
O atual lema das forças armadas alemãs é "Wir.Dienen.Deutschland" ("Nós. Servir. Alemanha"). O lema expressa a auto-imagem de todos os membros das forças armadas alemãs. Segundo o site oficial, o "Nós" refere-se à convivência camarada estabelecida na Bundeswehr e do lugar sólido de todos os seus membros militares e civis na sociedade. O "Servir" é o núcleo da autocompreensão da organização. O "Alemanha" representa os valores da Grundgesetz ("Lei Básica" - equivalente à constituição na Alemanha) e a proteção dos seus cidadãos.

## Subdivisões
A Bundeswehr é dividida em uma parte militar (Streitkräfte) e uma parte civil, com as forças armadas de administração (Wehrverwaltung).
- Exército (Heer);
- Marinha (Marine);
- Força aérea alemã (Deutsche Luftwaffe);
- Comando do Espaço Cibernético e de Informação (Kommando Cyber - und Informationsraum)

Ela emprega cerca de 182.496 soldados (em 30 de abril de 2025); o recrutamento foi suspenso em 2011. Em tempos de paz, a Bundeswehr é liderada pelo Ministro da Defesa. No caso de um ataque à Alemanha, o chanceler alemão torna-se comandante-chefe da Bundeswehr.

## História

### Guerra fria: 1955–1990

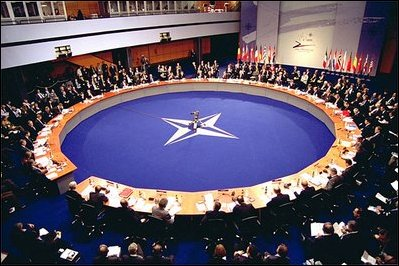
Foi em uma reunião da OTAN feita em 1955 que a República da Alemanha foi oficialmente aceita na organização.

Após a Segunda Guerra Mundial, a segurança da Alemanha ficou a cargo das forças de ocupação, liderados pelas quatro principais potências Aliadas: os Estados Unidos, o Reino Unido, a França e a União Soviética. A nação ficou sem um exército permanente, desde que a Wehrmacht fora dissolvida em 1946. Quando a República Federal da Alemanha foi fundada em 1949, ela não tinha exército. O país ficou completamente desmilitarizado e planos para reconstruir suas forças armadas eram proibidos pela regulamentação aliada. Até mesmo a Polícia Federal, uma força móvel e levemente armada de 10 000 membros, só foi formada em 1951.
Houve discussões no começo da década de 1950 entre o Reino Unido, os Estados Unidos e a França a respeito sobre rearmar ou não a Alemanha Ocidental. Em particular, a França era a principal força opositora contra reerguer o exército alemão (o país havia sido invadido por estes uma década antes e também na Primeira Grande Guerra e na guerra franco-prussiana no século anterior). Contudo, por pressão dos americanos, o governo francês concordou com o rearmamento da Alemanha e sua admissão na OTAN.

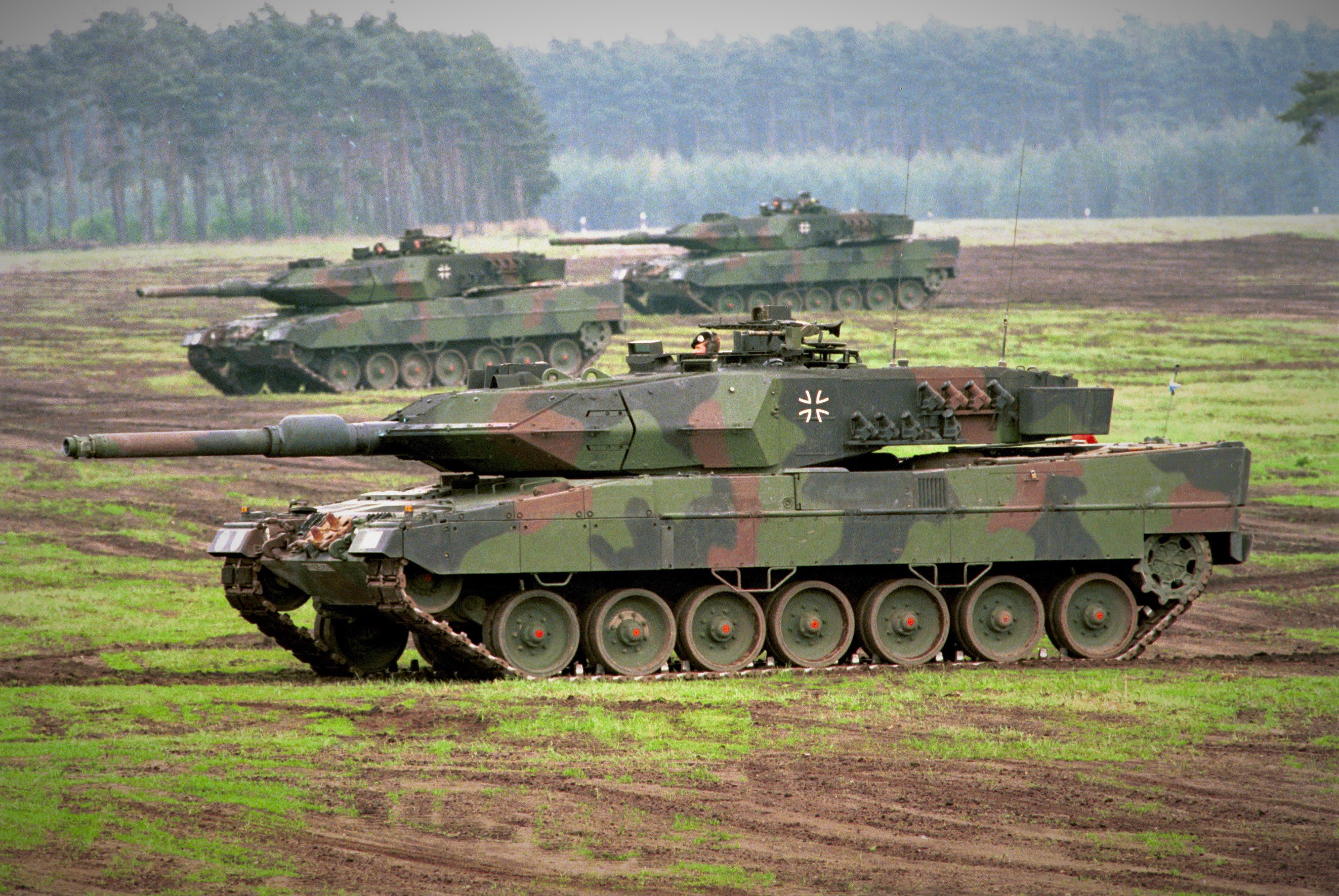
Tanques Leopard 2 da Alemanha.

Com o aumento das tensões entre a União Soviética e o Ocidente, especialmente após a Guerra da Coreia, os argumentos para rearmar o exército alemão ganharam força. Enquanto a República Democrática Alemã (Alemanha Oriental) já estava sendo secretamente armada pelos russos, o novo exército começou a ser criado, liderados pelo chanceler Konrad Adenauer. O nome da nova força de combate (Bundeswehr) foi ideia de Hasso von Manteuffel, um ex general da Wehrmacht e um político liberal. A assembleia do país aprovaria o nome.
A Bundeswehr foi oficialmente criada em 12 de novembro de 1955, no aniversário de 200 anos de Gerhard von Scharnhorst. Um importante passo inicial para as novas Forças Armadas era educar o povo de que seus objetivos eram de "defender o Estado democrático", subordinada a liderança política do país. Figuras chaves nesta reconstrução, como os generais Ulrich de Maizière, Graf von Kielmansegg e Graf von Baudissin, enfatizaram que o novo exército seria baseado em uma estrutura civil-militar.

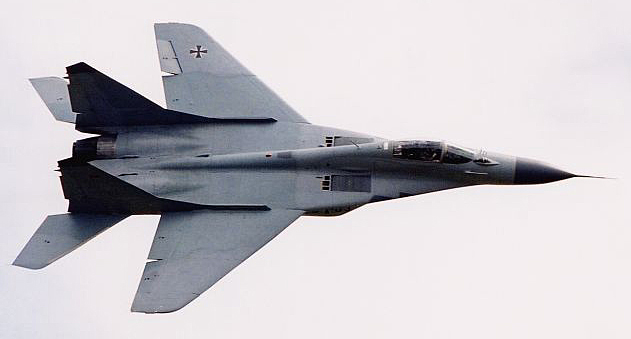
Quando o equipamento das forças armadas da Alemanha Oriental foi incorporado a Ocidental, após a reunificação, a Bundeswehr se tornou o único país membro da OTAN a ter caças MiG 29 (de fabricação soviética) em seu arsenal.

Após a assinatura da chamada 'Lei Fundamental da República Federal' em 1955, a Alemanha Ocidental se tornou oficialmente membro da OTAN. Um grupo de conselheiros militares americanos ajudaram na reconstrução e rearmamento da Bundeswehr. Em 1956, a conscrição para homens de 18 a 45 foi reintroduzida. Em resposta, a Alemanha Oriental começou a reconstruir abertamente suas próprias forças armadas, a Nationale Volksarmee (NVA), em 1956, mas a conscrição por lá só foi aprovada em 1962. O Nationale Volksarmee foi oficialmente extinto com a reunificação da Alemanha em 1990. Em 2011, as lideranças do governo de coalizão da Alemanha concordaram em suspender o serviço militar obrigatório a partir de 1 de julho de 2011. A proposta do ministro da Defesa, Karl-Theodor zu Guttenberg, foi aceita durante as conversações realizadas, a portas fechadas, na noite do 9 de dezembro 2012 em Berlim.

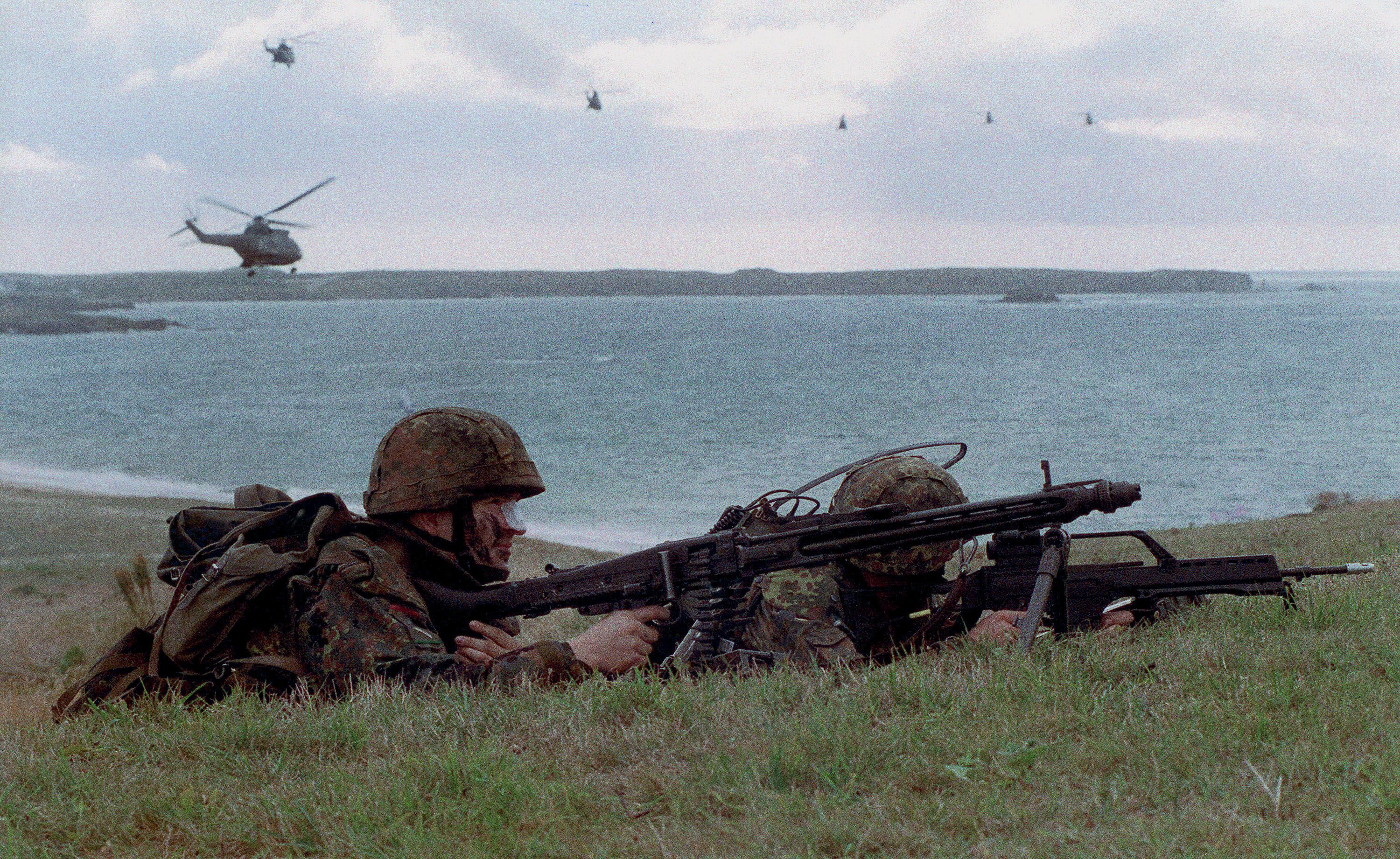
Tropas alemãs usando um MG3 durante um exercício de treinamento.

Durante a Guerra Fria, a Bundeswehr foi a espinha dorsal da OTAN na Europa e era peça fundamental do planejamento de defesa da região central do continente. Sua força de combate era de 495 000 militares e 170 000 civis. Apesar do exército ter sido menor que o da França e dos Estados Unidos, o historiador John Lewis Gaddis afirmou que a Bundeswehr era "talvez o melhor exército do mundo".
Durante este período, a Bundeswehr não participou de grandes operações de combate, mas sim, principalmente, missões de treinamento.

### Reunificação: 1990
Após a reunificação do país em 1990, a Bundeswehr foi reduzida de 370 000 militares e continuaria a ser reduzida com o tempo. O antigo Exército Nacional Popular (NVA) foi extinguido, com porções de seus militares e equipamentos sendo absorvido pela Bundeswehr.
Cerca de 50 000 Volksarmee foram integrados a Bundeswehr em 2 de outubro de 1990. Alguns oficiais (menos generais e almirantes) receberam contratos e pagamentos limitados. Já o pessoal que servia na Bundeswehr receberam novos contratos e patentes, dependendo de suas qualificações e experiência. Em geral o processo de unificação (chamado "Armee der Einheit", ou "Exército da Unidade") foi considerado um sucesso.
A reunificação e o fim da Guerra Fria também significou uma redução na quantidade de combatentes e equipamentos das forças armadas alemãs. Muitos veículos e aviões (principalmente da Alemanha Oriental) foram jogados fora. Navios foram sucateados ou vendidos e muitos soldados dispensados.

### Reorientação

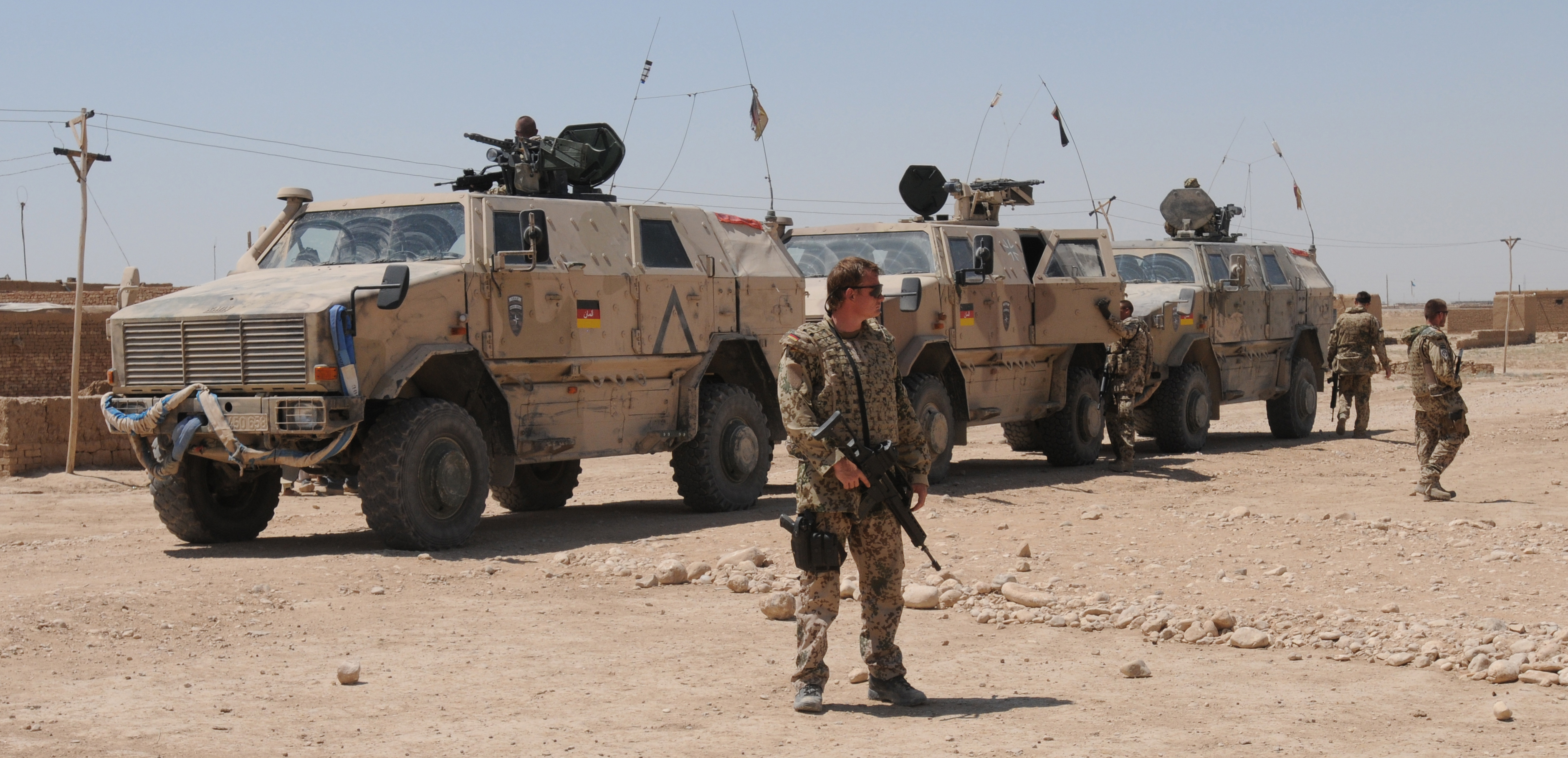
Militares alemães no Afeganistão, em 2009.

Uma das mudanças mais recentes e significativas a respeito das políticas aos militares alemães foi a suspensão do serviço militar obrigatório para homens em 2011. No ano seguinte, foi anunciado que uma reforma nas forças armadas começaria e acabaria por reduzir ainda mais os investimentos e a quantidade de soldados que servem no exército. Em dezembro de 2012, o número de militares nas forças armadas alemãs havia sido reduzido para 191 mil (em comparação com os 370 mil duas décadas antes), que corresponde a uma média de 2,3 soldados para cada mil habitantes. Os gastos com Defesa na Alemanha somaram € 31,55 bilhões em 2011, o que corresponde a 1,2% do PIB do país.
Tanto o número de combatentes e de gastos militares é, em comparação, baixos em relação a outros países europeus como Reino Unido e França, considerando que o país tem uma população maior e ainda uma economia mais próspera. Esta postura é criticada por alguns aliados, como os Estados Unidos.
Em 2015, em meio a tensões entre a OTAN e a Rússia na Europa, a Alemanha anunciou que expandiria seu orçamento militar. O aumento dos gastos seria de 6,2% ao longo de cinco anos, o que permitira o Ministério da Defesa melhorar suas forças armadas. Entre os objetivos, estava o plano de expandir o inventário de tanques de guerra para 328, encomenda de mais de 131 veículos blindados Boxer MRAV, aumento da frota de submarinos e o desenvolvimento de um novo caça para substituir o Panavia Tornado. O país também considerou aumentar o efetivo do seu exército, e em maio de 2016 foi anunciado um plano para gastar € 130 bilhões em equipamentos novos até 2030 e um recrutamento de 7 000 soldados extras até 2023 na primeira expansão de efetivo do exército alemão desde o fim da Guerra Fria. Em fevereiro de 2017, o governo alemão anunciou outra expansão para aumentar o número de soldados profissionais do exercito em 20 000 até 2024.
À luz da invasão russa da Ucrânia, a Alemanha anunciou um novo aumento no seu orçamento militar em 2022. Este deverá incluir 100 bilhões de euros em novos investimentos, incluindo a modernização dos stocks existentes e a aquisição de novos equipamentos. Em 3 de junho de 2022, o Fundo Especial da Bundeswehr foi aprovado. O fundo especial de 100 bilhões de euros tem um prazo máximo de cinco anos. Como o futuro fundo especial ficaria isento do freio da dívida, a Lei Básica teve que ser alterada. Esta alteração entrou em vigor em 1 de julho de 2022.